# Madonna col Bambino

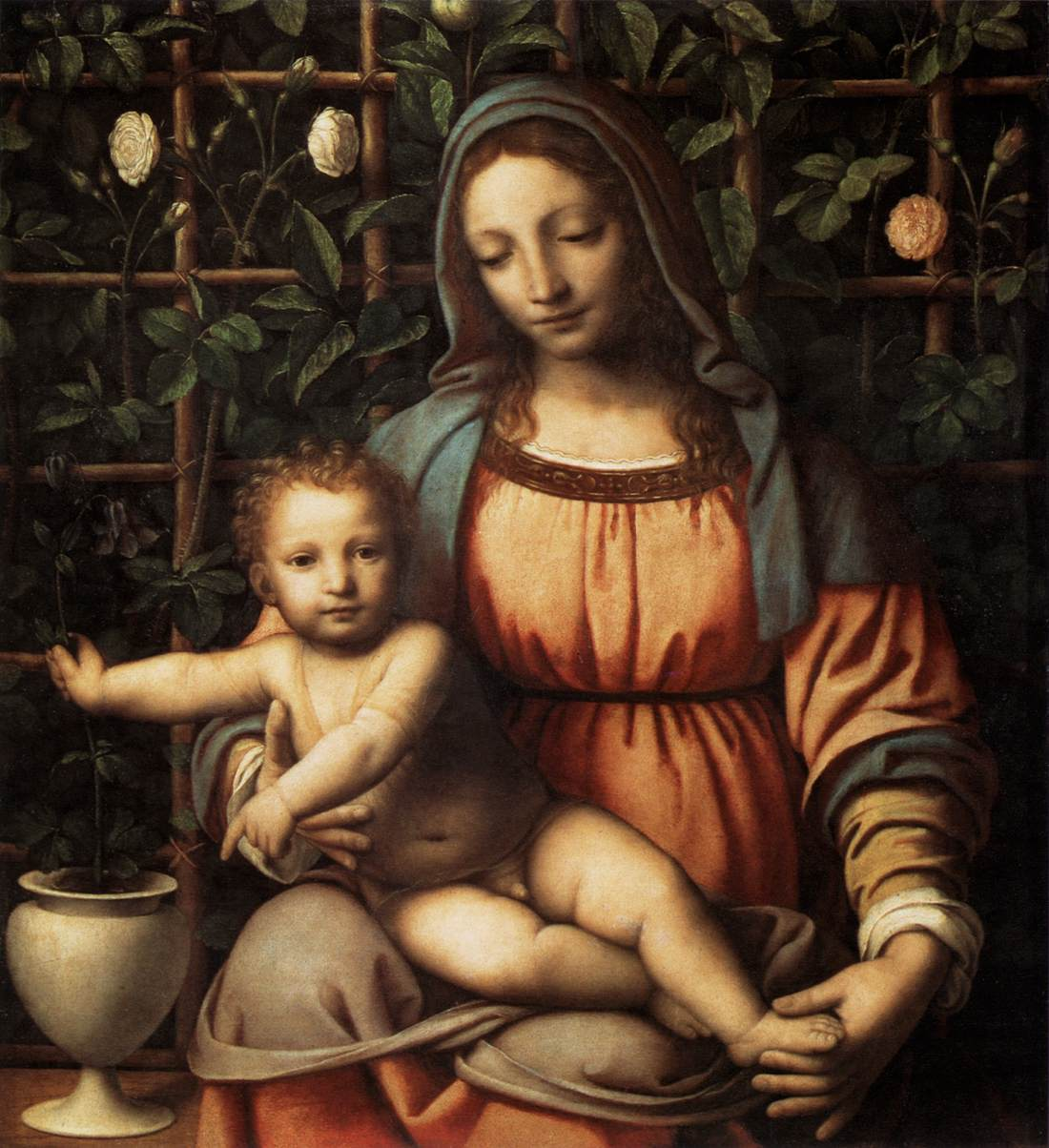
La Madonna del Roseto di Bernardino Luini conservata nella Pinacoteca di Brera, Milano.

La Madonna col Bambino è un soggetto tradizionale dell'iconografia cristiana. Le opere ispirate a questo soggetto raffigurano la Vergine Maria con Gesù bambino, solitamente tenuto in braccio. 

## Origini
I più antichi modelli dell'iconografia della madre col figlio piccolo in braccio, magari allatante, risalgono alle civiltà preistoriche, come quelle anatoliche o nuragica, ma diventano comuni solo nell'Antico Egitto, con Iside e Horus; queste rappresentazioni erano diffuse anche nel mondo romano, in forma soprattutto di statuetta votiva, e dovettero fare da esempio per i primi artefici alessandrini e bizantini che elaborarono la nuova iconografia in chiave cristiana.
Tuttavia, a differenza di questi culti pagani, Maria è madre vergine che concepisce il Figlio di Dio incarnato per opera dello Spirito Santo. Inoltre, il figlio non è una delle tante divinità del pantheon di una religione politeista, ma è inteso come l'unico e unigenito vero Dio vivente nella Trinità.

## Storia

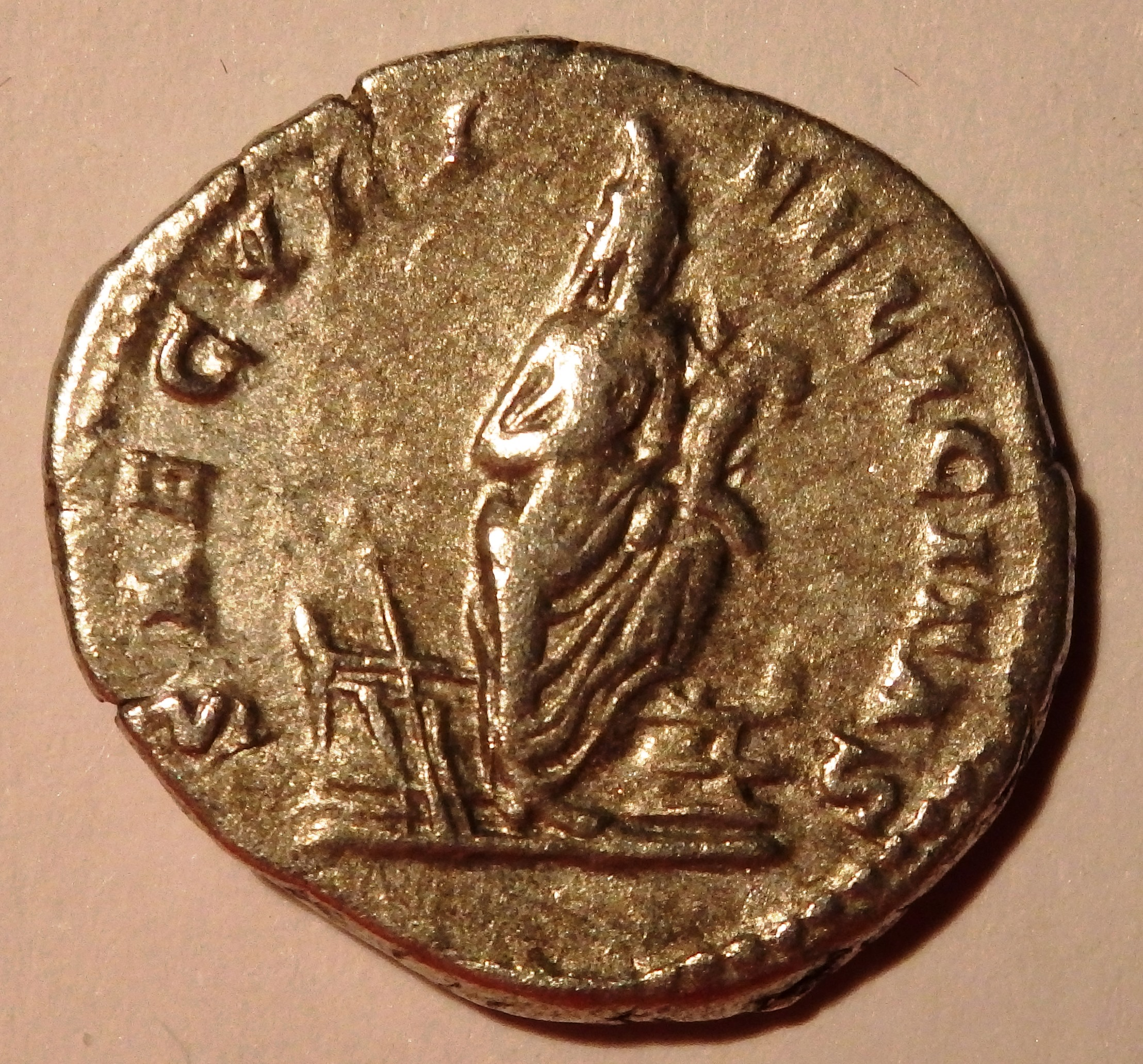
Iside che allatta Osiride, su una moneta romana di Giulia Domna

Il tema della Madonna col Bambino è tra i più antichi dell'arte cristiana e venne codificato nel medioevo in area bizantina: la Madonna rappresentava la Chiesa, e Gesù, vestito come un piccolo filosofo antico, il suo fondatore. I vari rapporti tra madre e figlio non erano quindi legati all'intento di rappresentare una scena realistica, ma simbolica. Ad esempio la Madonna che indica il figlio era chiamata "Odigitria", e simboleggiava la Chiesa che indicava la strada della Salvezza attraverso Cristo. Altri tipi di composizioni bizantine sono la Nikopoia, in trono e frontale, o la Glykophilousa, che bacia dolcemente il figlio, la Galaktotrophousa, che lo allatta, la Kardiotissa, dove Gesù abbraccia teneramente la madre, ecc.
In Italia i modelli bizantini vennero gradualmente stemperati, nel corso del Due e Trecento, in scene più naturalistiche e moderne. Importante fu il contributo degli ordini mendicanti, desiderosi di immagini in cui il fedele potesse identificarsi, riconoscere il proprio mondo e i propri sentimenti, pregando così con maggior fervore, secondo le pratiche dottrinali da essi promosse. In Toscana, con la generazione di Cimabue e Duccio di Buoninsegna, il Bambino inizia ad esempio ad essere rappresentato con le tunichette dei lattanti, anziché con la toga dei filosofi, anche se si deve aspettare la generazione successiva (soprattutto coi fratelli Lorenzetti) perché Gesù si atteggi più realisticamente come un vero bambino. Soprattutto a Siena, i modelli bizantini vengono dunque sviluppati sempre più verso qualcosa di diverso, fino ad avere immagini in cui i bambini sono effettivamente dei neonati, le madri affettuose come quelle vere (come nella Madonna di Vico l'Abate di Ambrogio Lorenzetti) senza alcun attributo o atteggiamento divino a parte l'aureola.

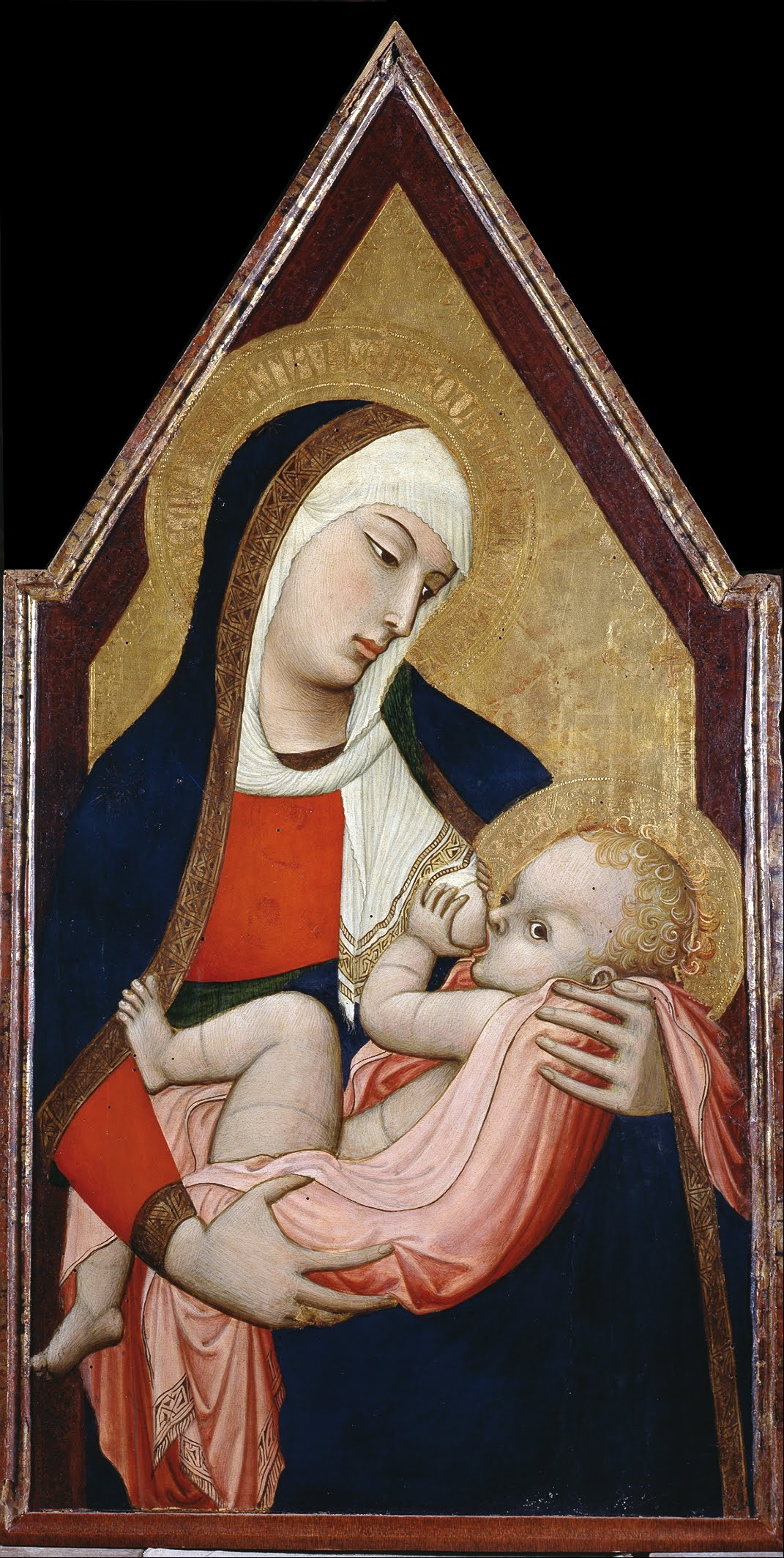
La Madonna del Latte di Ambrogio Lorenzetti

Alle tradizionali Sedes Sapientiæ, Madonna seduta, e Maestà, la Madonna in trono, si andò inoltre affiancando la tipologia della Madonna dell'Umiltà, seduta su un cuscino in terra: una Madonna povera e umile simboleggiava una Chiesa dalle caratteristiche affini. Tra i simboli iconografici di cui la scena si arricchì nei secoli successivi, molti rimandavano al mistero della Passione e Resurrezione di Gesù, e alla premonizione della Madonna di tale dolorosa sorte del figlio: fiori, coralli o altri oggetti rossi iniziano a rimandare al sangue, così come la figura del cardellino, che una tradizione medievale voleva con la testa macchiata di rosso per essersi ferito con le spine della corona di Gesù durante la crocifissione, nel vano tentativo di alleviare col becco le sofferenze di Cristo.
Pur senza perdere d'occhio gli aspetti dottrinali, è su diversi dosaggi di idealizzazione e naturalismo che il soggetto si sviluppò nei secoli successivi. La grande devozione attorno alle figure di Maria e di Gesù Bambino fecero sì che il tema venisse sempre trattato con deferenza e mai con realismo acuto, almeno fino allo spirito dissacrante di Caravaggio.

## Caratteristiche

### Varianti
- Sacra Famiglia: è raffigurato anche san Giuseppe
- Madonna col Bambino e san Giovannino: idealmente ambientata durante il riposo dalla fuga in Egitto, vi compare il giovane Giovanni Battista che spesso gioca con Gesù
- Metterza: sant'Anna è raffigurata dietro Maria
- Maestà: Maria è su un trono
- Madonna dell'Umiltà: Maria è seduta in terra, con o senza un cuscino
- Sacra conversazione: Maria è tra santi, che scambiano fra loro sguardi e/o gesti, come se stessero conversando
- Madonna in gloria: Maria è contornata da angeli in cielo
- Madonna del Latte: Maria allatta Gesù
- Matrimonio mistico di santa Caterina d'Alessandria: Maria porge il Bambino a santa Caterina d'Alessandria e lui le infila un anello per sposarla simbolicamente; un'iconografia simile si ritrova a volte anche per santa Caterina da Siena o altre sante
- Madonna del Carmelo: Maria dall'alto, con Gesù Bambino, dà lo scapolare ai Carmelitani
- Madonna del Rosario: Maria dall'alto, con Gesù Bambino, dà il rosario ai Domenicani